# Jeroen Henneman

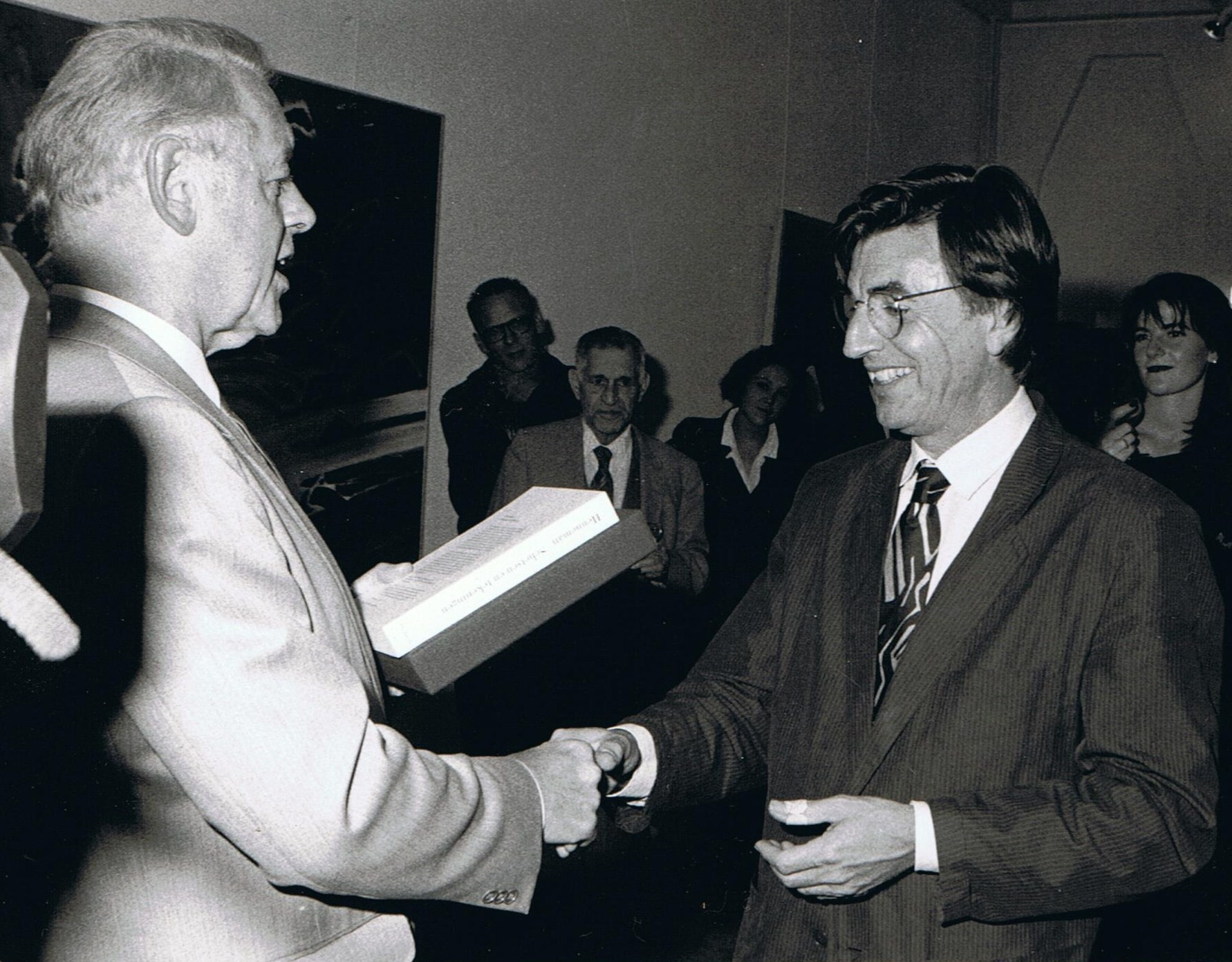
Wim Simons (links) overhandigt exemplaar 'Schetsen en tekeningen' aan Jeroen Henneman (rechts) in 1990

Johannes Jeroen Maria (Jeroen) Henneman (Haarlem, 17 oktober 1942) is een Nederlandse schilder, tekenaar, graficus, illustrator, beeldhouwer en theater- en televisiemaker.

## Leven en werk
Henneman groeide op in Haarlem en studeerde van 1959 tot 1961 aan het Instituut voor Kunstnijverheid in Amsterdam. Aansluitend maakte hij gedurende een lange periode reizen naar België, Frankrijk, Zwitserland en de Verenigde Staten.
Hij woont en werkt in Amsterdam. Zijn meest bekende werk is het monument uit 2006 voor Theo van Gogh, De Schreeuw. Het gedenkteken, dat in 2007 werd onthuld, verbeeldt de vrijheid van meningsuiting en hoe Van Gogh de mond werd gesnoerd. Een ander bekend werk is een portret van prinses Beatrix.
Op 10 april 2015 is op het dak van de Chocoladefabriek in Gouda (verzamelgebouw van o.a. de bibliotheek en het streekarchief) een door Henneman vervaardigd beeld van de in Gouda geboren dichter Leo Vroman onthuld. 10 april 2015 is de honderdste geboortedag van Vroman.
Eind 2023 werd hij verkozen tot Briljanten kunstenaar van het Jaar 2024.
Vanessa Henneman is een dochter van hem.

## Werken in de openbare ruimte (selectie)
- De Kus (1982) voor Koninklijke Bijenkorf Beheer in Amsterdam
- Het Wiel (1996)
- Vogels, Stadsdeelkantoor Amsterdam-Zuid
- De Lamp (2000), Hanzelaan, Zwolle[2]
- Portret van Koning Willem I (2003), Kraanstraat in Breda
- De Schreeuw (2006), Oosterpark, Amsterdam
- Potlood en papier (2006), Provinciehuis, Zwolle
- Portret Jan Dellaert (2006), Schiphol Plaza Luchthaven Schiphol
- De Kus (2007), Stationsplein in Apeldoorn
- Portret van Leo Vroman (2015), Bibliotheek Gouda
- De doos (2017), De Boelelaan, Amsterdam

## Fotogalerij

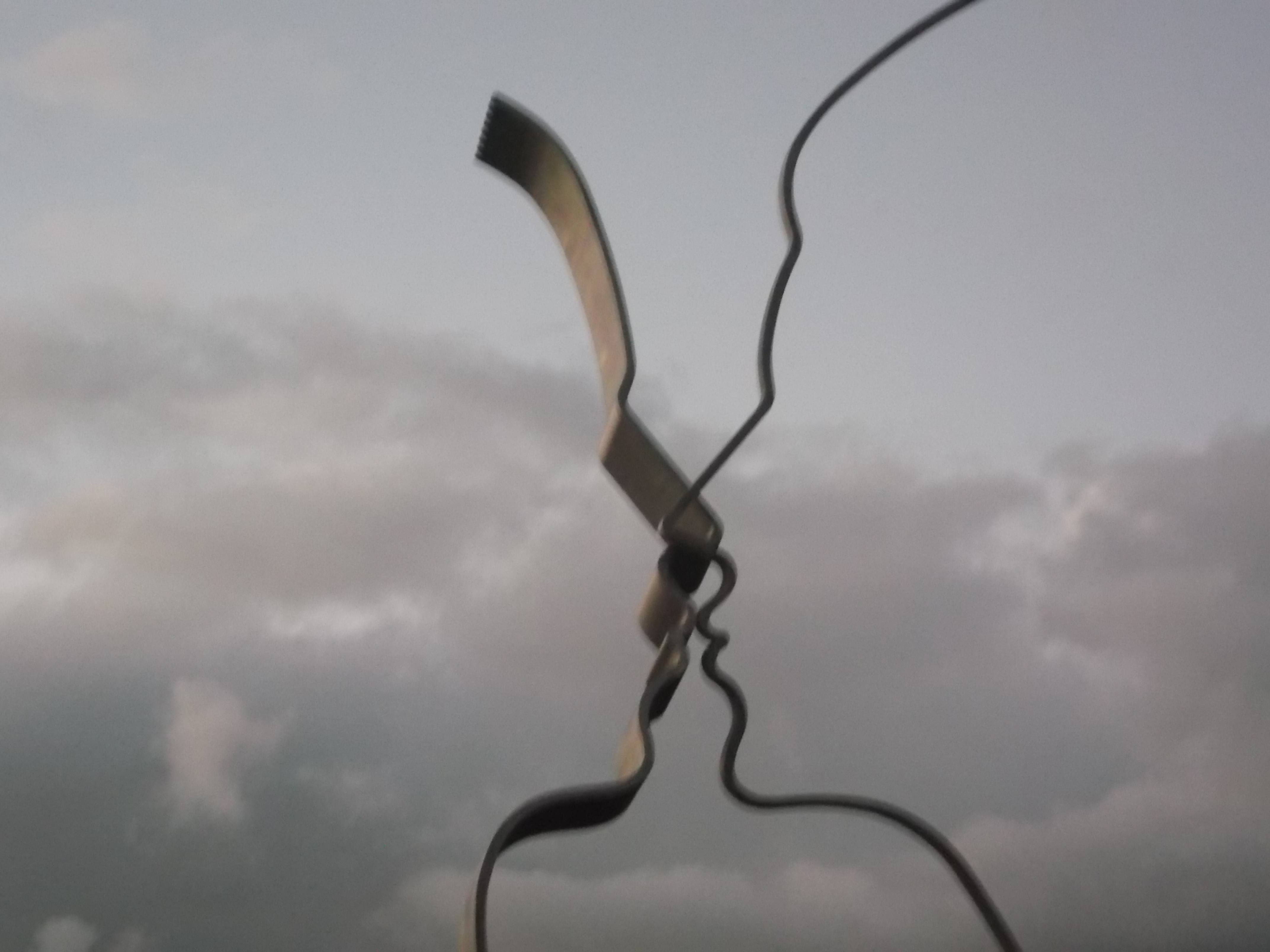
De Kus, Amsterdam-Zuidoost (1982)
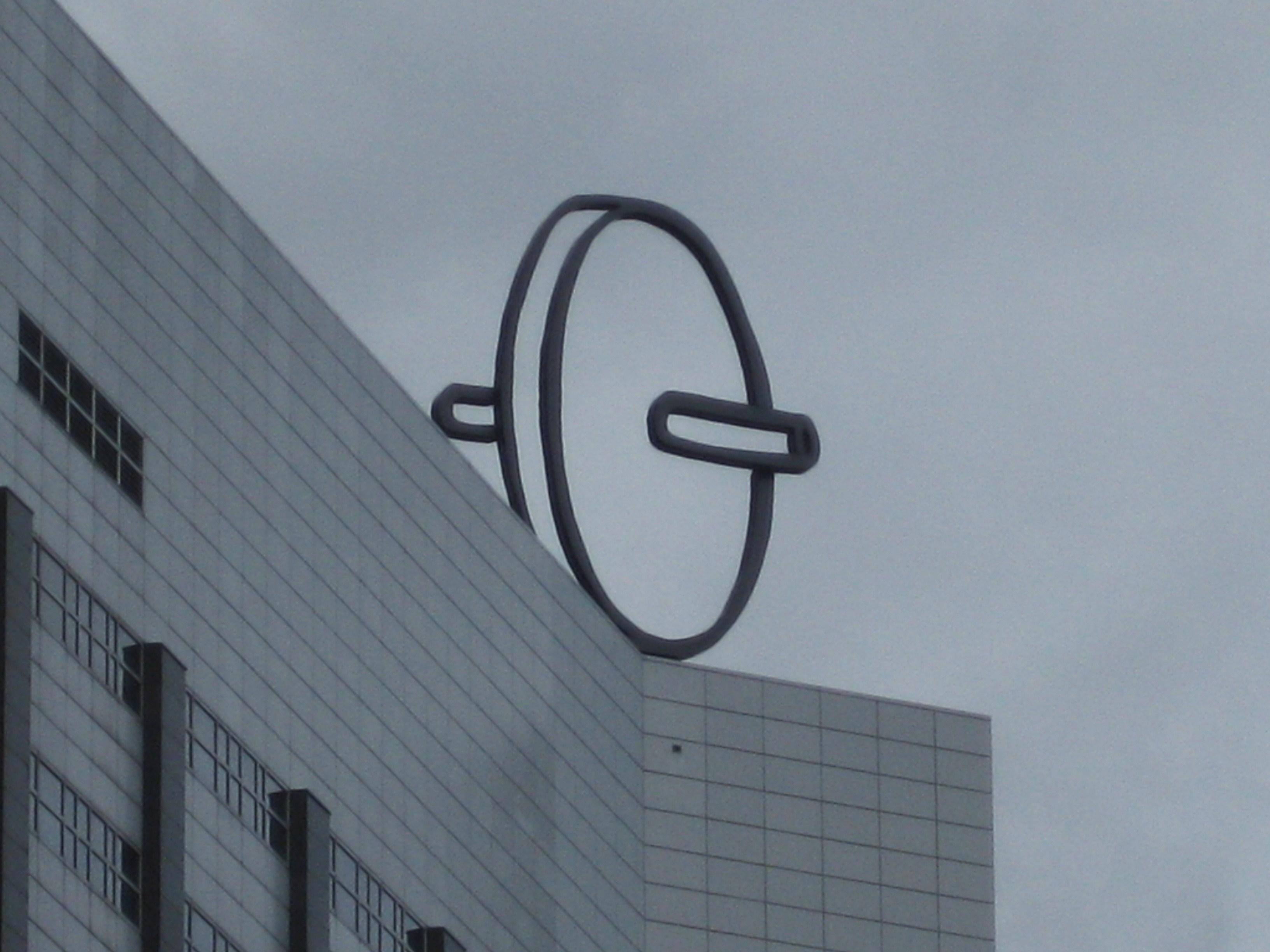
Het Wiel (1996), Amsterdam
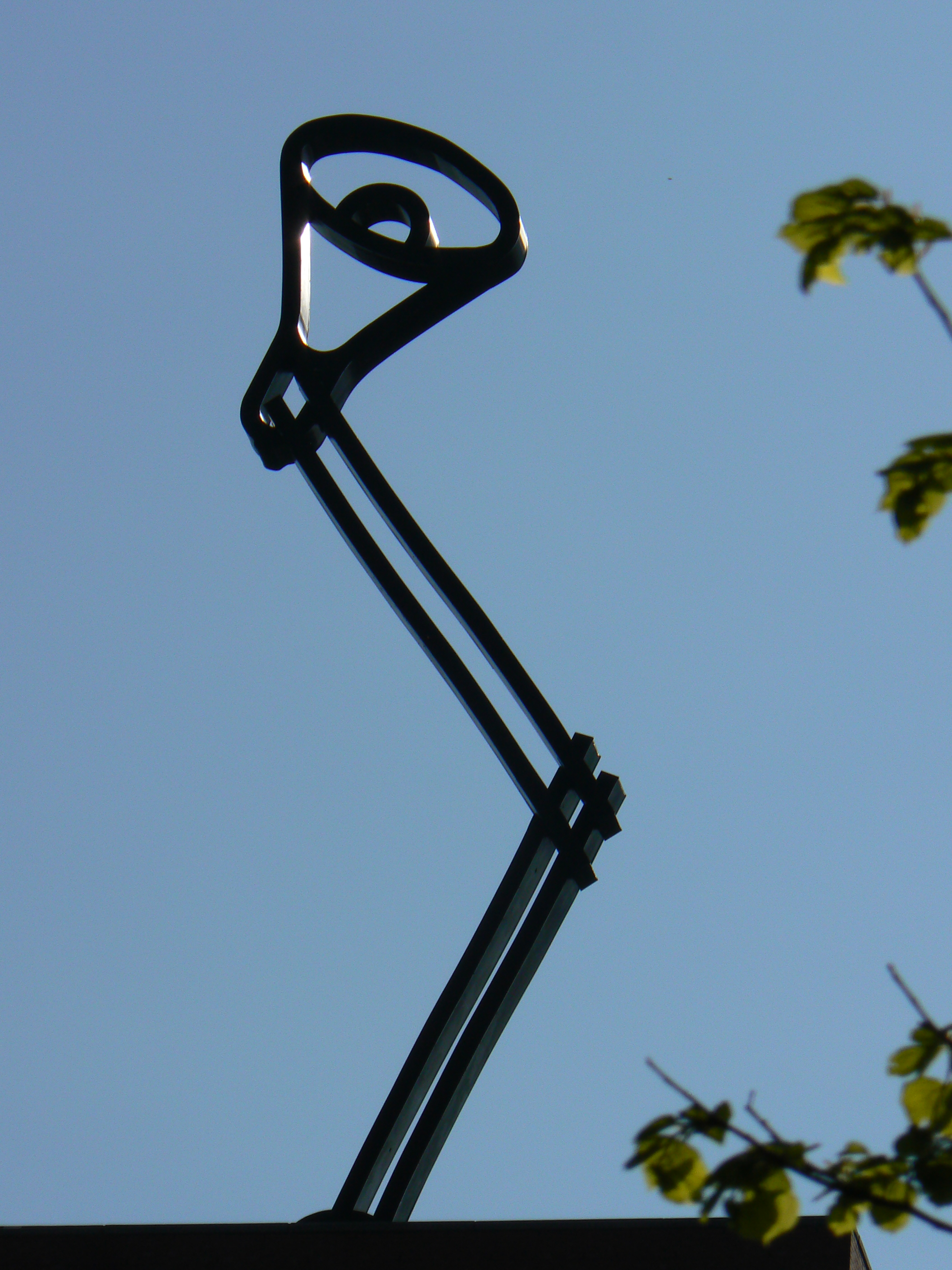
De Lamp (2000), Zwolle
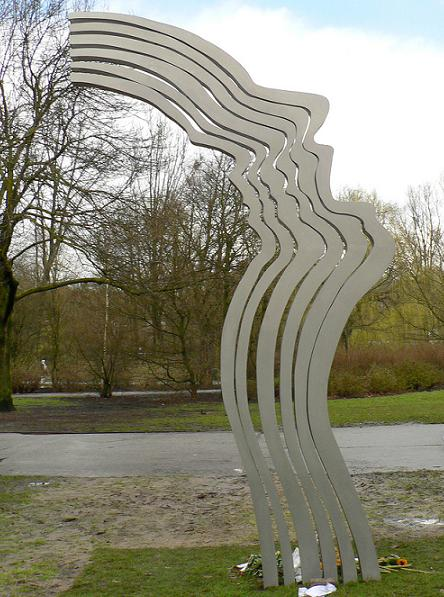
De Schreeuw (2006), Amsterdam
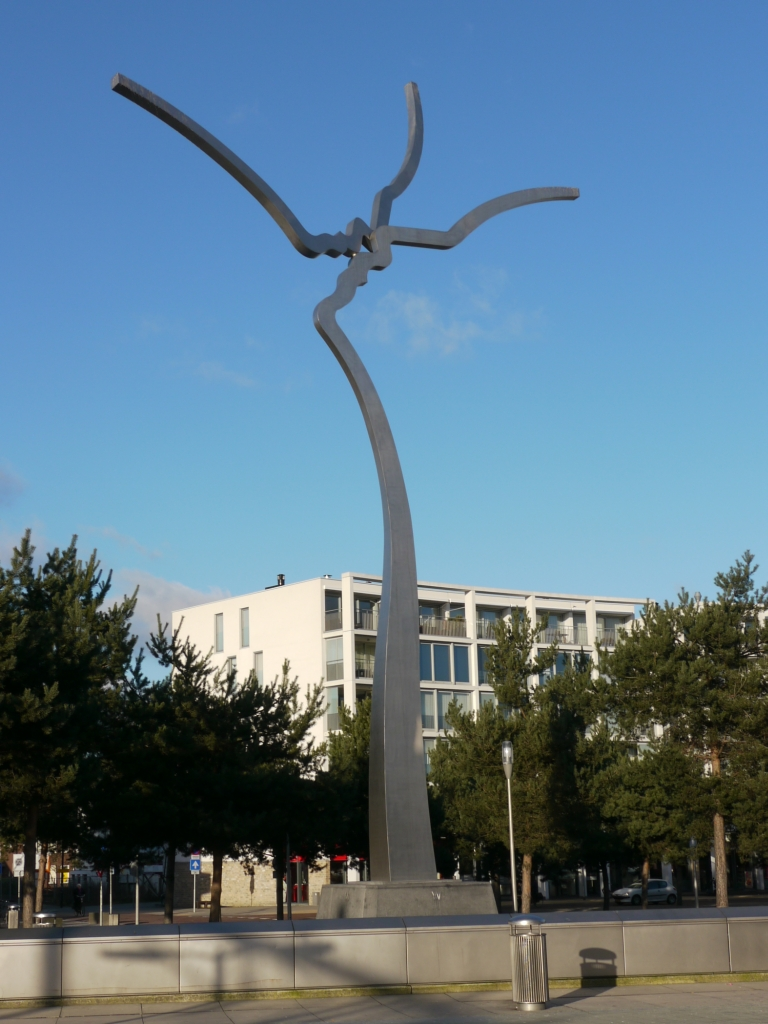
De Kus (2007), Apeldoorn
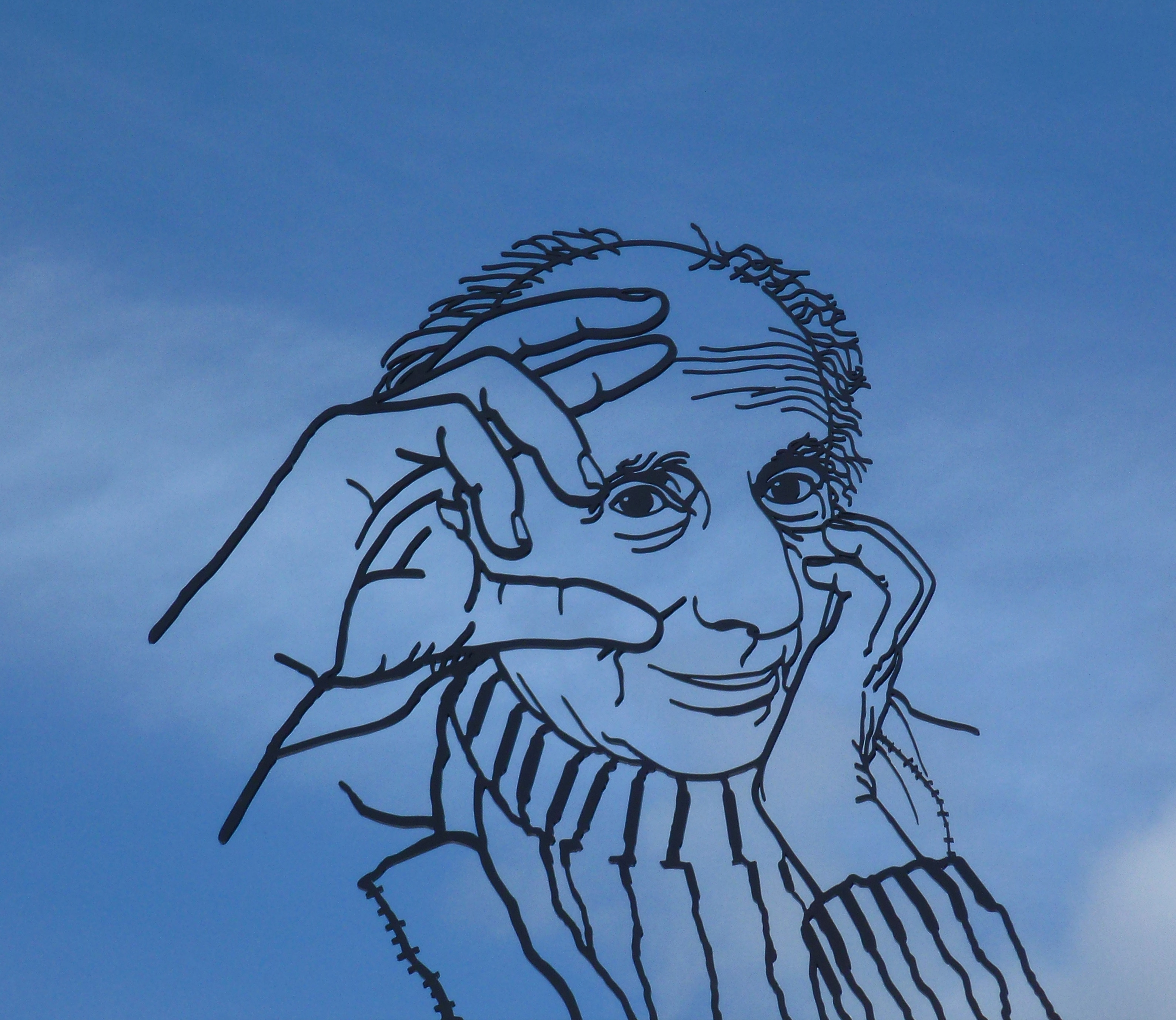
Leo Vroman (2015), Gouda